# Igualada Hoquei Club
Maillots
Le Igualada Hoquei Club, abrégé en Igualada HC, est un club espagnol de rink hockey de la ville d'Igualada en catalogne. Il fut fondé en 1950 et évolue actuellement au sein du Championnat d'Espagne.

## Histoire

### La naissance
L'Igualada Hoquei Club fut fondé le 4 mai 1950 et sa création fut le fruit de l'importance du rink hockey au sein de la capitale de l'Anoia, sport introduit quatre années auparavant par l'arrivée de patineur ayant provoqué l'engouement de la jeunesse. Le premier match s'est déroulé le 20 novembre 1949, sur la piste de danse du Cinema Modern, qui deviendra par la suite l'Astoria. La naissance du club d'Igualada est le résultat de la scission qui s'est produite entre les pionniers du rink hockey à Igualada. Les uns ont créé le Club Patín et les autres ont rejoint l'entité qui allait par la suite devenir l'un des plus grands clubs du monde dans la spécialité. Six mois après sa création, Igualada HC participa à sa première compétition officielle, à savoir le championnat de Catalogne de 2e division. Le premier match fut joué face à Reus à l' Escuela de Trabajo et se termina par une défaite sur le score de 4-3. En revanche, le premier match officiel a été célébré par une victoire 3-1 contre le Club Patín. Le club terminera le championnat à la sixième place.
C'est le début de la progression du hockey à Igualada. La ville mis rapidement à disposition du club une piste agrandie par l'extension de la première. Le nouveau stade a hébergé une partie de l'équipe d'Espagne qui venait de remporter son premier titre mondial. La saison suivante le club est promu et parvient à accéder à la Segunda División Preferente. La ville profite avec intensité du sport. Les rencontres amicales face à de grandes équipes se succèdent. Le 18 mai 1952, la ville a vécu sa première rencontre internationale en recevant le club allemand de Stuttgarter Rollsportclub qui s'imposa sur le score de 3 à 4.
Lors de la saison 1954-1955, Igualada est parvenu à accéder à la Primera División et fut déclaré vainqueur du championnat d'Espagne de 2e division. Il s'agit du premier grand succès du club, qui lui a valu l'honneur de recevoir le Pergamino de Honor de la fédération.

### La consolidation
Le 7 novembre 1959, Igualada inaugure la piste du Estadio del Xipreret, entouré d'un vélodrome avec une capacité de 800 spectateurs. Ceci a été un grand pas en avant pour le club et pour le sport à Igualada. La progression du club se poursuit en obtenant de nouveau succès, tel que la place de vice-champion d'Espagne de 1re division à Salt.
Après ces années brillantes, il y a eu quelques années difficiles qui ont conduit le club à être relégué en 2e division en 1964, avant de remonter deux années après. Igualada est devenu le roi des barrages, que le club a disputé durant cinq années consécutives. Malgré les difficultés, Igualada fut l'une des 14 équipes qui ont eu le privilège d'inaugurer la Division de Honor de rink hockey espagnol, en 1969.

### Les années difficiles
Les années 70 furent particulièrement durent pour Igualada. Lors de la saison 1972-1973, ils perdirent à nouveau les barrages et quittèrent la 1re division. L'équipe a de nouveau été reléguée et va avoir à faire face un avenir très sombre qui a menacé son existence l'année de son 25e anniversaire. Lors de la saison 1975-1976, Igualada a eu à faire un choix : se maintenir et être financièrement condamné à disparaître, ou faire un pas en arrière en se reléguant en 2e division. La décision prise a été celle de se maintenir, mais en contrepartie les joueurs devaient jouer sans être payés. Cependant, cela n'a pas empêché le club à être de nouveau relégué. La situation en s'améliorant pas en 2e division, la direction a décidé de déconstituer l'équipe première mais en maintenant le travail et en gardant espoir en misant sur les jeunes. Plus tard, lors de la saison 1978-1979, Igualada a même eu l'occasion de remonté en 1re division, à la suite d'une restructuration. Le club n'est pas parvenu à monter une équipe avec des joueurs séniors, de sorte que la seule option fut de sacrifier les jeunes à qui il restait un an pour atteindre le plus haut-niveau. Mais ils ont accepté le défis de jouer en 1re division malgré leur jeunesse et leur manque d'expérience. Cette décision a été le tournant du club d'Igualada, qui a terminé onzième à la fin de la saison.

### Les années dorées
La saison 1980-1981 a sauvé le club, malgré les graves difficultés économiques et sociales que traversait le club. Mais un groupe de personnes jeunes, lié au club au travers de son travail avec les jeunes, a décidé de reprendre les rênes de l'équipe. Ce fut le début d'un renouveau que peu de personnes imaginaient voir lieu un jour. Après deux saisons de transition, Igualada a entamé une nouvelle phase. Parmi les nouveautés, il y a eu le transfert de la piste de l'Escuelas Pias à une salle couverte, la première du club. La salle fut la scène du retour d'Igualada lors de la saison 1983-1984 en Division de Honor, après un dernier match épique à Cambrils.
L'objectif est atteint, à présent le défis est de maintenir l'équipe au plus haut niveau. Lors de la saison 1984-1985 la pérennité du club en élite fut atteint avec de grandes difficultés, mais ce ne fut pas le cas la saison suivante qui a été dramatique durant laquelle le club s'est maintenu grâce à des matchs de barrages intenses. L'année suivante, il n'y a pas eu de barrages, mais la souffrance dura jusqu'au dernier jour, où une victoire mémorable à Cerdanyola a assuré le maintien. À la fin de la saison, personne n'imaginait que l'engagement du club envers les jeunes et de leur intégration, allait conduire le club à être la révélation de la saison 1987-1988, durant laquelle Igualada, qui jouait dans la Poliesportiu Les Comes, surpris tout le monde en obtenant tous la troisième place. Cependant, le meilleur était encore à venir. La saison suivante, Igualada a été une des équipes prises en compte pour le titre. Mais les jeunes joueurs qui ont intégré l'effectif ne se sont pas contentés d'être des révélations, ils ont su confirmer, avec un parcours qui les a laissés à portée de main du titre. Le 16 avril 1989, sur la piste de Riazor à La Corogne, Igualada a remporté le match avec les Dominicains (5-6) et est devenu champion de la División de Honor pour la première fois. Cette même saison, Igualada joua les finales de la Coupe du Roi et de la Coupe CERS.
Dès lors, la Igualada est devenu la meilleure équipe européenne des années 90. Bien que la primera liga force à se battre à armes inégales, à cause de contraintes économiques, avec les plus puissants tel que les clubs de hockey Liceo et le FC Barcelone, les équipes d'Igualada ont obtenu un palmarès sportif exceptionnel, qui comprend six Coupes d'Europe, cinq super Coupes d'Europe, cinq de la Ligue des Champions, deux Coupe du Roi, une supercoupe d'Espagne et quatre ligues catalanes.

## Palmarès
- 5 Championnat d'Espagne (1989, 1992, 1994, 1995, 1997)
- 2 Coupe du Roi  (1992, 1993)
- 6 Ligue européenne (1993, 1994, 1995, 1996, 1998, 1999)
- 3 Supercoupe d'Europe (1993, 1994, 1995)
- 2 Coupe continentale (1998, 1999)
- 4 Ligue catalane (1992, 1993, 1994, 1998)
- 1  Copa Internacional Fiestas del Plátano Sabaneta, Colombia (2013)